# معبر نيتسانا

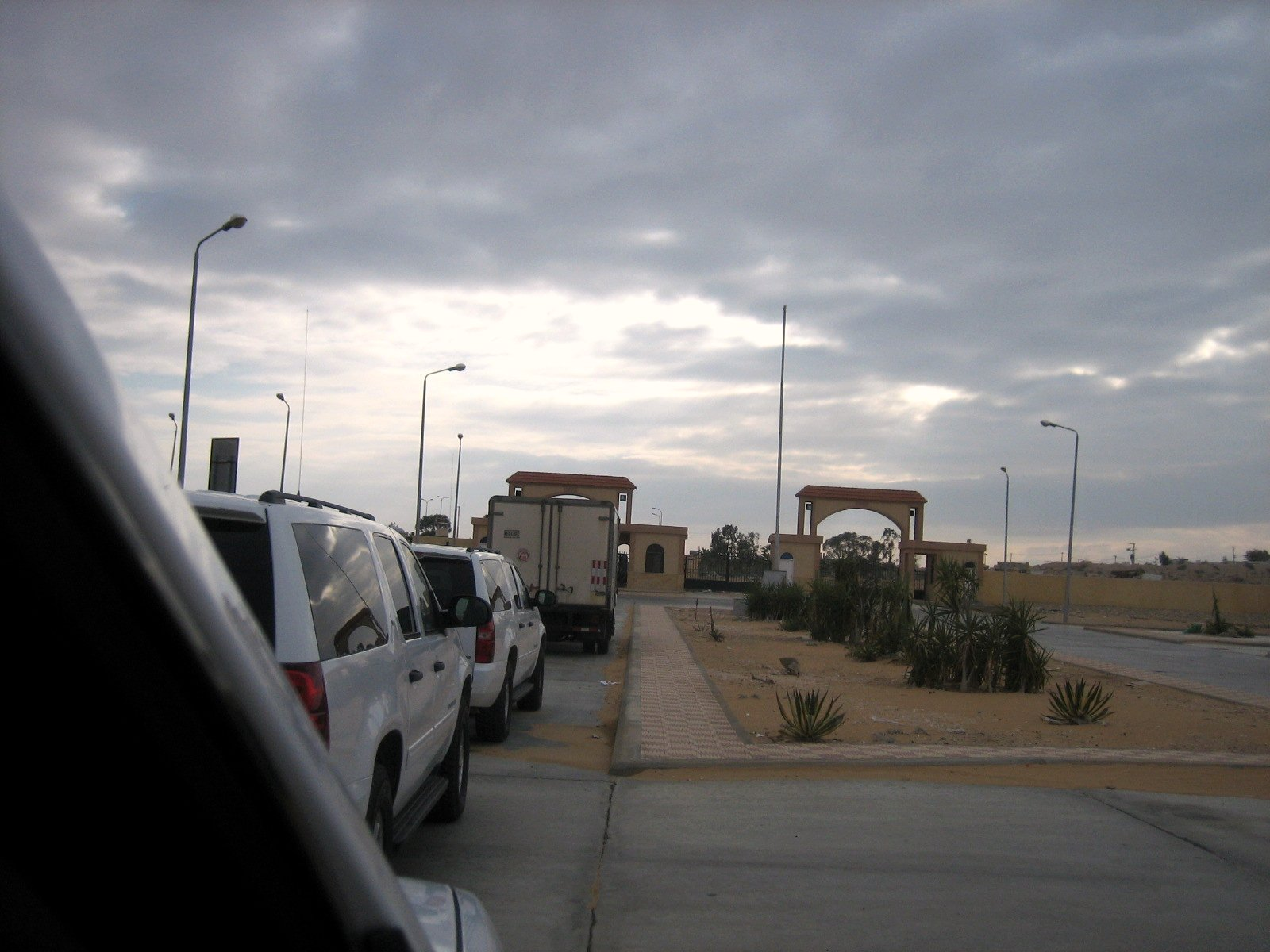

معبر نيتسانا هو المعبر الحدودي البري الرئيسي بين إسرائيل ومصر، تعبره شحنات لبضائع مختلفة، منها سلع غذائية للسلطة الفلسطينية، ومنتجات كيماوية ومواد بناء وخضروات مجمدة وأسماك مجمدة ومغزولات ومنسوجات ونايلون وأجهزة كهربائية وتوابل وزجاج. وحسب بيانات هيئة الموانئ الإسرائيلية تعبر نحو 11 ألف شاحنة محملة بالبضائع هذا المعبر سنوياً.